# Battaglia di Turnberry
La battaglia di Turnberry venne combattuta nel febbraio del 1307 tra le forze reali scozzesi guidate da re Roberto I di Scozia e da suo fratello Edward e l'esercito reale inglese guidato da Henry de Percy, I barone Percy. Lo scontro si svolse a Turnberry, in Scozia.
L'invasione di Roberto I di Scozia delle terre dei suoi antenati ad Annandale ed a Carrick era iniziata nel 1307. Le forze scozzesi vennero guidate da Roberto, suo fratello Edward de Brus, James Douglas, signore di Douglas e da Robert Boyd. Le forze comprendevano trenta galee. Queste salparono alla volta di Turnberry e sbarcarono nei pressi del castello locale. La forza d'invasione riuscì ben presto a far soccombere gli inglesi capeggiati da Henry de Percy, I barone Percy che si era accampato nei pressi del fortilizio, ma non riuscì a conquistarlo con la forza. Solo quando Percy si fu arreso, gli scozzesi gli posero come condizione la consegna del castello.